# Шабалтак (деревня)
Шабалтак — деревня в Красноармейском районе Челябинской области России. Входит в состав Алабугского сельского поселения.

## География
Деревня находится на северо-востоке Челябинской области, в лесостепной зоне, на восточном берегу озера Шабалтак, на расстоянии 32 км (по прямой) к северо-востоку от села Миасского, административного центра района. Абсолютная высота 182 м над уровнем моря.

## Население
| 2002 | 2010 |
| ---- | ---- |
| 54   | ↘51  |

Гендерный состав
По данным Всероссийской переписи населения 2010 года в гендерной структуре населения мужчины составляли 52,9 %, женщины — 47,1 %.
Национальный состав
Согласно результатам переписи 2002 года, в национальной структуре населения русские составляли 78 %.

## Улицы
Уличная сеть деревни состоит из двух улиц (Северная и Южная).